# 1976 في فرنسا
فيما يلي قوائم الأحداث التي وقعت خلال عام 1976 في فرنسا.

## سياسة

### تعيين في المنصب
- 26 أغسطس – رايمون باغ رئيس الوزراء الفرنسي،وزير الاقتصاد والمالية والصناعة  [لغات أخرى]‏.
- 23 نوفمبر – برنار ديستريمو نائب فرنسي.

### انتهاء فترة المنصب
- 25 أغسطس – جاك شيراك رئيس الوزراء الفرنسي.
- 20 أكتوبر – أندريه ماريا رئيس بلدية [الإنجليزية]‏.

## رياضة
- 1 يناير – دورة فرنسا المفتوحة 1976
- 1 يناير – سباق طواف فرنسا 1976 الفائز لوسيان فان يمبي.
- 4 يوليو – جائزة فرنسا الكبرى 1976 الفائز جيمس هانت.

## أفلام
من الأفلام التي صدرت هذه السنة في فرنسا:
- 1 يناير – أبيض وأسود بالألوان من إخراج جان جاك أنو.
- 1 يناير – الفتاة الصغيرة التي تعيش أسفل الممر من إخراج نيكولا غيسنر.
- 1 يناير – المستأجر من إخراج رومان بولانسكي.
- 1 يناير – ذا كساندرا كروسينغ من إخراج جورج بي. كوزماتوس.
- 1 يناير – عمر قتلتوا الرجلة من إخراج مرزاق علواش.

## كتب
من الكتب التي صدرت هذه السنة في فرنسا:
- 1 يناير – ارادة المعرفة من تأليف ميشال فوكو.
- 1 يناير – فئران الأنابيب من تأليف ميشال كليرك  [لغات أخرى]‏.

## مواليد

### يناير
- 1 يناير – مكسانس كارون[1]
- 8 يناير – رافاييلا أندرسون ممثلة إباحية فرنسية.
- 14 يناير – لورينت موريستين لاعب كرة قدم فرنسي.[2]
- 17 يناير – ميغيل مارتينيز درّاج طريق فرنسي.
- 17 يناير – يوهان لاكور لاعب كرة قدم فرنسي.[3]
- 18 يناير – فابيان ديبيك لاعب كرة قدم فرنسي.[4]
- 26 يناير – جيليس ماريني ممثل فرنسي.
- 26 يناير – ياسمين بلماضي ممثل فرنسي.[5]

### فبراير
- 7 فبراير – فلورينت برارد درّاج طريق فرنسي.
- 8 فبراير – نيكولا فويو درّاج طريق فرنسي.
- 19 فبراير – ماكسيم شاتام كاتب فرنسي.[6]
- 21 فبراير – ريتشارد ماسولين لاعب كرة قدم فرنسي.[7]
- 24 فبراير – رومان فيرييه لاعب كرة قدم فرنسي.[8]
- 25 فبراير – سامي تراوري لاعب كرة قدم.[9]
- 28 فبراير – معمر مأموني لاعب كرة قدم جزائري.[10]

### مارس
- 16 مارس – ليلى ليجون لاعبة كرة يد فرنسية.
- 17 مارس – لودوفيك مارتن دراج فرنسي.
- 23 مارس – إليسا توفاتي ممثلة فرنسية.[11]
- 27 مارس – جمال بلماضي[12]
- 30 مارس – عزيز بنعسكر لاعب كرة قدم مغربي.[13]

### أبريل
- 3 أبريل – نيكولا إسكوديه لاعب كرة مضرب فرنسي.
- 8 أبريل – غاستون كوربيلو لاعب كرة قدم فرنسي.[14]

### مايو
- 16 مايو – نيكولا برناردي

### يونيو
- 25 يونيو – سيلفان ندياي لاعب كرة قدم سنغالي.[15]
- 30 يونيو – هشام عيوش صحفي فرنسي.[16]

### يوليو
- 1 يوليو – يوهان بولارد لاعب كرة قدم فرنسي.[17]
- 2 يوليو – لوران لوفيفر درّاج طريق فرنسي.
- 10 يوليو – لودوفيك جيولي لاعب كرة قدم فرنسي.[18]
- 19 يوليو – فريد د م س دباح
- 24 يوليو – غريغوري غاديبوا ممثل فرنسي.[19]
- 30 يوليو – نيكولاي كينسكي ممثل أمريكي.[20]

### أغسطس
- 2 أغسطس – سيباستيان ديسابر مدرب كرة قدم فرنسي.
- 3 أغسطس – يوهان تشاربينيت لاعب كرة قدم فرنسي.
- 8 أغسطس – أوليفييه مونتيروبيو لاعب كرة قدم فرنسي.[21]
- 9 أغسطس – أودري تاتو ممثلة فرنسية.[22]

### سبتمبر
- 9 سبتمبر – إيما دي كونز
- 16 سبتمبر – عادل الشاذلي لاعب كرة قدم تونسي.[23]
- 22 سبتمبر – مارتن سولفيج
- 25 سبتمبر – بيتيت لاعب ومدرب كرة قدم برتغالي.[24]

### أكتوبر
- 7 أكتوبر – غيوم زيلر صحفي فرنسي.[25]
- 15 أكتوبر – سيدريك باردون لاعب كرة قدم فرنسي.[26]
- 30 أكتوبر – مايكل رول لاعب كرة قدم فرنسي.[27]

### نوفمبر
- 2 نوفمبر – تييري أومير لاعب كرة يد فرنسي.[28]
- 15 نوفمبر – فيرجين ليدويين ممثلة فرنسية.[29]

### ديسمبر
- 9 ديسمبر – بوبا بوبا.

## وفيات

### يناير
- 4 يناير – رودولف مينكوفسكي (مواليد 1895) عالم فلك أمريكي.[30]

### فبراير
- 20 فبراير – رينيه كاسان (مواليد 1887) حقوقي فرنسي.[31]

### أبريل
- 1 أبريل – روجر ريفيير (مواليد 1936) درّاج طريق فرنسي.[32]
- 23 أبريل – تشارلز بريبون (مواليد 1889)[33]

### مايو
- 4 مايو – هنري بوسكو (مواليد 1888) كاتب فرنسي.[34]
- 31 مايو – جاك مونو (مواليد 1910)[35]

### يوليو
- 16 يوليو – فرناند كانتيلوبي (مواليد 1900) درّاج طريق فرنسي.[36]

### سبتمبر
- 24 سبتمبر – أكيلي سوتشارد (مواليد 1900) درّاج طريق فرنسي.

### أكتوبر
- 25 أكتوبر – ريمون كينو (مواليد 1903) شاعر فرنسي.[37]

### نوفمبر
- 15 نوفمبر – جان غابين (مواليد 1904) ممثل فرنسي.[38]
- 15 نوفمبر – مفيدة بورقيبة (مواليد 1890) الزوجة الأولى للحبيب بورقيبة وأول سيدة تونس الأولى.
- 23 نوفمبر – أندريه مالرو (مواليد 1901)[39]

### ديسمبر
- 4 ديسمبر – جيسي دوموند (مواليد 1892) فيزيائي أمريكي.